# Puchar Pokoju i Przyjaźni 1965
Sezon 1965 Pucharu Pokoju i Przyjaźni – trzeci sezon Pucharu Pokoju i Przyjaźni. Mistrzem wśród kierowców został Heinz Melkus (Melkus 64), natomiast mistrzostwo narodów wywalczyło NRD.

## Kalendarz wyścigów
Źródło: formula2.net
| Runda | Data      | Tor                  | Pole position   | Najszybsze okrążenie | Zwycięzca (kierowcy) | Zwycięzca (zespoły) |
| ----- | --------- | -------------------- | --------------- | -------------------- | -------------------- | ------------------- |
| 1     | 6 czerwca | Warszawa             | ?               | ?                    | Heinz Melkus         | Polska              |
| 2     | 17 lipca  | Hohenstein-Ernstthal | Jerzy Jankowski | odwołany             | odwołany             | odwołany            |
| 3     | 25 lipca  | Brno                 | ?               | ?                    | Heinz Melkus         | ?                   |
| 4     | 25 lipca  | Budapeszt            | ?               | ?                    | Heinz Melkus         | NRD                 |

## Klasyfikacja
| Legenda oznaczeń w tabelach wyników Wyświetl szablon na nowej stronie | Legenda oznaczeń w tabelach wyników Wyświetl szablon na nowej stronie                                                                     |
| Oznaczenie                                                            | Wyjaśnienie |
| --------------------------------------------------------------------- | --- |
| Złoty                                                                 | Zwycięzca lub mistrzostwo |
| Srebrny                                                               | 2. miejsce lub wicemistrzostwo |
| Brązowy                                                               | 3. miejsce lub II wicemistrzostwo |
| Zielony                                                               | Ukończył, punktował (w klasyfikacji generalnej, gdy zdobył co najmniej jeden punkt na przestrzeni sezonu, poza trzema powyższymi opcjami) |
| Niebieski                                                             | Ukończył, nie punktował (w klasyfikacji generalnej, gdy nie zdobył co najmniej jednego punktu na przestrzeni sezonu)                      |
| Czerwony                                                              | Nie zakwalifikował się (NZ) |
| Czerwony                                                              | Nie prekwalifikował się (NPK) |
| Różowy                                                                | Nie ukończył (NU) |
| Różowy                                                                | Niesklasyfikowany (NS) (w klasyfikacji generalnej, gdy nie został sklasyfikowany w żadnym wyścigu sezonu)                                 |
| Czarny                                                                | Zdyskwalifikowany (DK) |
| Czarny                                                                | Wykluczony (WYK/EX) |
| Biały                                                                 | Nie wystartował (NW) |
| Biały                                                                 | Kontuzjowany (K/INJ) |
| Biały                                                                 | Wyścig odwołany (OD/C) |
| Bez koloru                                                            | Został wycofany (WYC/WD) |
| Bez koloru                                                            | Nie przybył (NP/DNA) |
| Bez koloru                                                            | Nie brał udziału w treningach (NT/DNP) |
| Bez koloru                                                            | Nie został zgłoszony (–) |
| Pogrubienie                                                           | Start z pole position |
| Kursywa                                                               | Najszybsze okrążenie wyścigu |
| †                                                                     | Nie ukończył, ale jego rezultat został zaliczony ze względu na przejechanie więcej niż 90% dystansu wyścigu.                              |
| *                                                                     | Sezon w trakcie |
| 1/2/3                                                                 | Punktowana pozycja w sprincie kwalifikacyjnym                                                                                             |
| Lista systemów punktacji Formuły 1                                    | |

### Kierowcy
| Poz. | Kierowca              | WWA | BRN | BUD |
| ---- | --------------------- | --- | --- | --- |
| 1    | Heinz Melkus          | 1   | 1   | 1   |
| 2    | Longin Bielak         | 2   | ?   | 4   |
| 3    | Siegfried Seifert     | ?   | 3   | ?   |
| ?    | Peter Findeisen       | ?   | 2   | ?   |
| ?    | Willy Lehmann         | ?   | ?   | 2   |
| ?    | Józef Kiełbania       | 3   | ?   | 6   |
| ?    | Władysław Szulczewski | 7   | ?   | 3   |
| ?    | Antoni Weiner         | 4   | ?   | ?   |
| ?    | Henryk Nowak          | 5   | ?   | ?   |
| ?    | Alois Gbelec          | ?   | ?   | 5   |
| ?    | Stanisław Kołecki     | 6   | ?   | ?   |
| ?    | Siegfried Leutert     | ?   | ?   | 7   |
| ?    | Vladimír Valenta      | 8   | 10  | ?   |
| ?    | Tibor Széles          | ?   | ?   | 8   |
| ?    | Grzegorz Timoszek     | 9   | ?   | ?   |
| ?    | Antal Németh          | ?   | ?   | 9   |
| ?    | Jerzy Nowak           | 10  | ?   | ?   |
| ?    | Oldřich Šusta         | ?   | ?   | 10  |
| ?    | Zbigniew Sucharda     | 11  | ?   | ?   |
| ?    | Zygmunt Manowski      | 12  | ?   | ?   |
| ?    | Edward Kindermann     | 13  | ?   | ?   |
| ?    | Jerzy Jankowski       | NU  | ?   | ?   |
| ?    | Władysław Paszkowski  | NU  | ?   | ?   |
| ?    | Krzysztof Komornicki  | NU  | ?   | ?   |

### Zespoły
| Miejsce | Zespół         | Punkty |
| ------- | -------------- | ------ |
| 1       | NRD            | 54     |
| 2       | Polska         | 43     |
| 3       | Czechosłowacja | 34     |
| 4       | Węgry          | 6      |